# تاف للمطارات القابضة
شركة تاف للمطارات القابضة (بالتركية: TAV Havalimanları Holding)‏ هي شركة خدمات وتشغيل المطارات التركية وهي جزء من جروب أيه دي بي. وهي واحدة من أكبر مشغلي المطارات في العالم، حيث قدمت خدمات إلى مليون رحلة و152 مليون مسافر في عام 2018. تم تأسيس تاف كمشروع مشترك بين تيب للإنشاءات وأكفين وفيينا لإستشارات المطارات في عام 1997. وهي اليوم مشغل المطارات الرائد في تركيا وتقدم أيضًا معفاة من الرسوم الجمركية والأغذية والمشروبات والمناولة الأرضية وتكنولوجيا المعلومات والخدمات الأمنية.

## روابط خارجية
- موقع الشركة